# Borowa Wola
Borowa Wola (prononciation : [bɔˈrɔva ˈvɔla]) est un village polonais de la gmina de Klwów dans le powiat de Przysucha de la voïvodie de Mazovie dans le centre-est de la Pologne.
Il se situe à environ 2 kilomètres à l'ouest de Klwów (siège de la gmina), 19 kilomètres au nord de Przysucha (siège du powiat) et à 81 kilomètres au sud de Varsovie (capitale de la Pologne).
Le village compte approximativement une population de 150 habitants en 2007.

## Histoire
De 1975 à 1998, le village appartenait administrativement à la voïvodie de Radom.